# Comté de Burdekin
Le comté de Burdekin est une zone d'administration locale au centre-est du Queensland en Australie. Il est situé dans le delta du Burdiken River, un fleuve qui doit son nom à un des mécènes qui ont financé son exploration.
Le comté comprend les villes de :
- Ayr ;
- Home Hill ;
- Clare ;
- Brandon ;
- Giru ;
- Dalbeg ;
- Millaroo.